# 插队

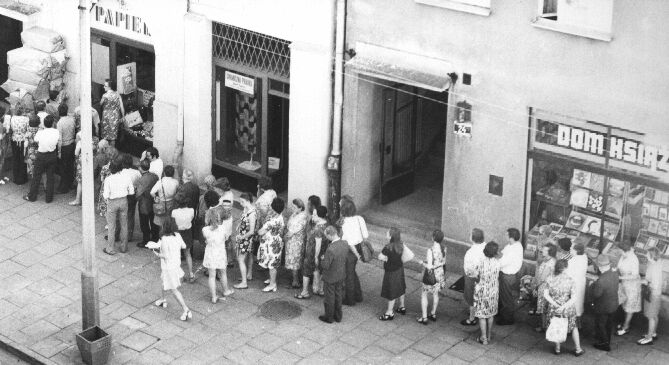

插隊，又叫兼隊、加塞儿、打尖，是指於隊列以外的人隨意加入隊伍，在部份文化下，被認為是一種不守秩序的行為，可能使到正在排隊的人士感到不滿。當排在後方的知道不能夠通過輪候獲得資源，自私心理引導下，插隊的情況就容易發生。
在道路上车辆行驶时占用应急车道或在并道的最后时候进入，也会被视为插队。
插队和不插队，不仅是一种约定俗成的习惯，其行为底线是“私人财产和个人生命的神圣不可侵犯”。

## 外部連結
- Mind Your Queues! （页面存档备份，存于） - （英文）關於印度人對排隊的態度